# Lorenzo O'Toole
Lorenzo O'Toole, o Lorcán Ua Tuathail (Castledermot, 1128 – Eu, 14 novembre 1180), è stato arcivescovo di Dublino e la Chiesa cattolica lo venera come santo.

## Biografia
Di nobile famiglia irlandese, si formò presso l'abbazia di Glendalough e nel 1154 ne divenne abate.
Nel 1162 fu eletto arcivescovo di Dublino: svolse un'intensa azione riformatrice imponendo la vita comune del clero e dando una nuova regola ai canonici del capitolo cattedrale.
Fece da mediatore tra gli irlandesi e gli invasori anglo-normanni e accettò la bolla Laudabiliter con la quale papa Adriano IV concedeva a Enrico II la sovranità sull'Irlanda.
Nel 1173, assieme ad altri vescovi irlandesi, intervenne al III sinodo Lateranense. 
Papa Alessandro III lo nominò ambasciatore e lo inviò in Inghilterra per incontrare Enrico II. Questi, dapprima lo fece rinchiudere in una cella del Palazzo reale, poi nel 1180 lo esiliò in Normandia. Morì a Eu nel monastero dei canonici vittorini.

## Culto
È stato proclamato santo da papa Onorio III l'11 dicembre 1225.
La Chiesa cattolica lo ricorda il giorno 14 novembre. Dal Martirologio Romano: "A Eu nella Normandia, in Francia, transito di san Lorenzo O'Toole (Lorcan Ua Tuathail), vescovo di Dublino, che, nonostante le difficoltà del suo tempo, promosse strenuamente l'osservanza della disciplina della Chiesa e, impegnato a riportare la concordia tra i príncipi, passò alla gioia della pace eterna mentre si recava da Enrico re d'Inghilterra".

## Genealogia episcopale
La genealogia episcopale è:
- Arcivescovo Malachia di Armagh
- Arcivescovo Giolla Josa
- Arcivescovo Lorenzo O'Toole